# Adú
Adú is een Spaanse film uit 2020, geregisseerd door Salvador Calvo. De film werd op 30 juni 2020 vrijgegeven op Netflix.

## Verhaal
De film vertelt drie verhalen die met elkaar verweven zijn door een centraal thema. Adú moet samen met zijn zus Alika vluchten uit hun dorp in Kameroen, en samen proberen ze Europa te bereiken door zich te verstoppen in het ruim van een vliegtuig. Niet ver daarvandaan gaat milieuactivist Gonzalo de strijd aan met de illegale stroperij op olifanten die gedood worden voor hun slagtanden. In Melilla bereidt een groep burgerwachten zich voor om het op te nemen tegen een woedende menigte die het hek op de grens willen bestormen. De hoofdpersonen weten niet dat hun paden met elkaar kruisen, en dat hun leven nooit meer hetzelfde zal zijn.

## Rolverdeling
| Acteur            | Personage |
| ----------------- | --------- |
| Luis Tosar        | Gonzalo   |
| Álvaro Cervantes  | Mateo     |
| Anna Castillo     | Sandra    |
| Moustapha Oumarou | Adú       |
| Miquel Fernández  | Miguel    |
| Jesús Carroza     | Javi      |
| Adam Nourou       | Massar    |
| Zayiddiya Dissou  | Alika     |
| Ana Wagener       | Paloma    |
| Nora Navas        | Carmen    |
| Issaka Sawadogo   | Kebila    |

## Ontvangst

### Recensies
Op Rotten Tomatoes geeft 80% van de 5 recensenten de film een positieve recensie, met een gemiddelde score van 7,25/10.

### Prijzen en nominaties
Een selectie:
| Jaar | Prijs                           | Categorie                | Genomineerde                                                            | Resultaat   |
| ---- | ------------------------------- | ------------------------ | ----------------------------------------------------------------------- | ----------- |
| 2021 | Premios Goya (35ste uitreiking) | Beste film               | Adú                                                                     | Genomineerd |
| 2021 | Premios Goya (35ste uitreiking) | Beste regisseur          | Salvador Calvo                                                          | Gewonnen    |
| 2021 | Premios Goya (35ste uitreiking) | Beste mannelijke bijrol  | Álvaro Cervantes                                                        | Genomineerd |
| 2021 | Premios Goya (35ste uitreiking) | Beste debuterend acteur  | Adam Nourou                                                             | Gewonnen    |
| 2021 | Premios Goya (35ste uitreiking) | Beste origineel scenario | Alejandro Hernández                                                     | Genomineerd |
| 2021 | Premios Goya (35ste uitreiking) | Beste camerawerk         | Sergi Vilanova                                                          | Genomineerd |
| 2021 | Premios Goya (35ste uitreiking) | Beste montage            | Jaime Colis                                                             | Genomineerd |
| 2021 | Premios Goya (35ste uitreiking) | Beste artdirector        | César Macarrón                                                          | Genomineerd |
| 2021 | Premios Goya (35ste uitreiking) | Beste productiemanager   | Ana Parra, Luis Fernández Lago                                          | Gewonnen    |
| 2021 | Premios Goya (35ste uitreiking) | Beste geluid             | Eduardo Esquide, Jamaica Ruíz García, Juan Ferro, Nicolas de Poulpiquet | Gewonnen    |
| 2021 | Premios Goya (35ste uitreiking) | Beste grime en haarstijl | Elena Cuevas, Mara Collazo, Sergio López                                | Genomineerd |
| 2021 | Premios Goya (35ste uitreiking) | Beste filmmuziek         | Roque Baños                                                             | Genomineerd |
| 2021 | Premios Goya (35ste uitreiking) | Beste origineel nummer   | Cherif Badua, Roque Baños ("Sababoo")                                   | Genomineerd |